# Acmana apicioides
Acmana apicioides là một loài bướm đêm trong họ Erebidae.